# Kh-20
Le Kh-20 (en russe : « Х-20 ») désignation OTAN AS-3 « Kangaroo », était un missile air-sol de croisière soviétique conçu pendant la guerre froide. Premier missile de croisière stratégique de l'union soviétique, ce missile était porteur de l'arme nucléaire. Il est également considéré comme le plus gros missile air-sol jamais construit.

## Historique
Le Kh-20 fut conçu par l'ingénieur aéronautique Mikhaïl Gourevitch, dans les locaux de l'OKB-155-1 (Doubna), pour le bombardier stratégique Tu-95. Le développement du système de contrôle KB-1 se fit sous la houlette de V.M. Shabanov. Le développement commença en 1954, prenant appui sur l'expérience acquise avec les chasseurs MiG-17 et MiG-19. En 1955, deux exemplaires du Tu-95 furent convertis en une version porteuse du nouveau missile : le Tu-95K. Les tests initiaux des systèmes du missile furent effectués en utilisant quatre MiG-19 spécialement modifiés à cet effet, désignés SM-20/I et SM-20/II pour les exemplaires permettant de tester l'interface missile-lanceur et le lancement aérien, et SM-K/I et SM-K/II pour les exemplaires permettant de tester le système de guidage et les lancements depuis le sol.
Le premier lancement du SM-20/I depuis un Tu-95K fut effectué à la fin de l'année 1956. L'un des plus gros défis des débuts du développement venait du démarrage du turboréacteur Lyulka AL-7F-15 du missile après un vol prolongé dans les très basses températures de la haute atmosphère. Trois autres prototypes furent construits, en 1957 : le Kh-20/1 fut testé le 9 janvier 1957, le Kh20/2 le 5 août 1957 et le Kh20/3 en décembre de cette même année. Le Kh-20 entama ses tests en vol le 17 mars 1958, et le premier lancement fut un échec, les prestations du missile ne correspondant pas aux attentes en matière de précision et de portée. Cet échec était partiellement imputable à la charge militaire et au système de guidage, dont le poids avaient dépassé les limites prévues initialement par le programme. Les tests du gouvernement se déroulèrent entre le 15 octobre 1958 et le 1er novembre 1959, pendant lesquels seize lancements furent effectués. Onze de ces tirs furent considérés comme réussis, même si la précision de l'arme laissait toujours un peu à désirer.
Le Kh-20 entra officiellement en service en 1960, même si la production de huit missiles avait déjà été effectuée au sein de l'usine no256 en 1957. Sa version de production, le Kh-20M, intégrait une ogive nucléaire améliorée et une évolution de son moteur, qui devint alors le Lyulka AL-7FK et était doté d'une tuyère améliorée. Les prévisions initiales attribuaient deux missiles par appareil, ce qui donnait un total de cent-trente missiles pour approximativement quarante Tu-95K et vingt-cinq Tu-95KD. Ce nombre fut finalement réduit plus tard à un seul missile par appareil. La production s'arrêta en 1965.
La tentative de l'adapter au bombardier M-4 se solda par une impasse, car le missile était d'une taille trop importante. La conception d'une cible supersonique à haute altitude M-20 fut également abandonnée en raison de coûts élevés. À la fin des années 1970, l'augmentation considérable du rayon d'action des intercepteurs américains et des systèmes de défense aérienne rendit de plus en plus faibles les chances de succès des Tu-95 dans leurs missions. Le Kh-20 ne répondait plus aux impératifs nécessaires pour pénétrer les défenses ennemies et fut remplacé par le Kh-22 (AS-4 Kitchen) au milieu des années 1990.

## Caractéristiques
Le Kh-20 était initialement prévu pour effectuer des tirs de représailles contre des cibles d'importance capitale aux États-Unis. Cependant, armer un Tu-95 avec un missile Kh-20 prenait environ vingt-deux heures, et les têtes nucléaires de première génération étaient difficiles à installer, ce qui en faisait des armes peu adaptées pour une arme de réponse immédiate. En conséquence, le Kh-20 fut relégué à un rôle d'attaque secondaire, visant à anéantir les cibles potentielles ayant survécu à une première attaque. Il fut également attribué à l'attaque des porte-avions et de leurs groupes de protection. Entre-temps, la durée d'armement du missile sur son bombardier fut réduite à seulement quatre heures, tandis que sa fiabilité fut améliorée. Le maillon faible du missile resta tout de même son système de guidage, et la bonne précision nécessaire pour ses attaques demandait un contrôle manuel (téléguidage), ce qui rendait de fait le missile vulnérable aux systèmes de brouillage.
Extérieurement, le missile était d'une forme extrêmement proche de celle d'un MiG-19, avec une configuration d'avion classique comprenant des ailes en flèche à mi-hauteur et une entrée d'air frontale dotée d'un cône à l'intérieur,. Le moteur était un Lyulka AL-7FK utilisé par de nombreux chasseurs contemporains, tel le Soukhoï Su-7. Le guidage était confié à un pilote automatique préprogrammé pour les phases de lancement et de montée en altitude, des corrections effectuées par radio pendant le vol de croisière et une trajectoire préprogrammée pour le plongeon final sur la cible. L'erreur circulaire était d'environ 50 m lorsqu'il devait être employé contre des cibles navales et de 2 à 5 km lorsqu'il devait être employé contre des cibles terrestres.
Afin de réduire la traînée aérodynamique générée par sa taille imposante, le Kh-20 était emporté de manière semi-conforme sous le fuselage du Tu-95.

## Versions
- Kh-20 : version de pré-production et de tests, dotée d'un moteur Lyulka AL-7F-15 et d'une ogive nucléaire de 800 kT.
- Kh-20M : version de production, dotée d'une ogive nucléaire améliorée (3 MT) et d'un moteur revu, le Lyulka AL-7FK.

## Utilisateurs
- Union soviétique : l'armée de l'air soviétique fut la seule utilisatrice du missile.